# Wang Xuance
Wang Xuance (chinesisch 王玄策, Pinyin Wáng Xuáncè; * 7. Jahrhundert; † 7. oder 8. Jahrhundert) aus Luoyang in der heutigen chinesischen Provinz Henan, war ein chinesischer Diplomat der Tang-Zeit, der in der Mitte des 7. Jahrhunderts von den Kaisern Taizong und Gaozong auf mehrere diplomatische Missionen nach Magadha (Indien) geschickt wurde. Seine Reisen waren besonders wichtig, weil sie neue Routen zwischen China und Indien über Tibet und Nepal eröffneten.

## Reisen
Auf seiner ersten Reise begleitete er den Botschafter Li Yibiao (李义表) an den Hof von König Harsha. Über diese Reise berichten Inschriften in Rajagriha – dem heutigen Rajgir und Bodhgaya.
Er geriet auf seiner zweiten Reise (647) mit seiner Mission in die Wirren eines Bürgerkrieges nach dem Tod des Königs Harsha, in denen seine Gesandtschaft getötet wurde, und in den er später selbst mit tibetischen Verbündeten eingriff.
Auf seiner vierten Reise (664) holte er den Mönch Xuanzhao (玄照) zurück nach China.

## Zhong tianzhu xingji
Er verfasste das Werk Zhong tianzhu xingji (中天竺国行记), das viele geographische Informationen enthält. Sein Werk spiegelt den Wandel wider, der nach der Reise des Xuanzang eingetreten ist.
Sein Reisebericht ist nur fragmentarisch erhalten. In Dunhuang wurden Teile des Werkes entdeckt, die sich heute in der russischen Sammlung (00234) befinden.

## Namensvarianten
Wang Hiuen Ts'e, Wang Hiuan-ts'ö, Wang Xuance